# ويليام نيلسون (فلاح)
ويليام نيلسون (بالإنجليزية: William Nelson)‏ هو فلاح نيوزيلندي، ولد في 15 فبراير 1843، وتوفي في 16 نوفمبر 1932.